# Walter Gilbert
Walter Gilbert (født 21. marts 1932) er en amerikansk fysiker, biokemiker og en pioner indenfor molekylærbiologien. I 1980 modtog han Nobelprisen i kemi sammen med Frederick Sanger for deres metoder til DNA-sekventering.